# Idiotrella
Idiotrella is een geslacht van rechtvleugeligen uit de familie krekels (Gryllidae). De wetenschappelijke naam van dit geslacht is voor het eerst geldig gepubliceerd in 2002 door Gorochov.

## Soorten
Het geslacht Idiotrella omvat de volgende soorten:
- Idiotrella coomani Chopard, 1939
- Idiotrella javae Gorochov, 2002
- Idiotrella karnyi Chopard, 1929
- Idiotrella malaccae Gorochov, 2002
- Idiotrella pachyonyx Chopard, 1930